# 欧洲E47公路
欧洲E47公路（E47）是欧洲的一条国际公路，起点是德国的吕贝克，经过丹麦的哥本哈根，终点为瑞典的赫尔辛堡。
目前这条线路上有两段渡轮连接。一段是连接德国费马恩岛和丹麦洛兰岛的渡轮，目前已经计划建造一座费马恩海峡大桥，总长19公里，此项目将于2011年开始，预计在2018年结束。另一段是连接丹麦赫尔辛格和瑞典赫尔辛堡的渡轮。目前正在讨论建造桥梁或者隧道，不过尚无定论。尽管两国之间的南部已经有厄勒海峡大桥，但是此地的渡轮仍然十分繁忙。

## 线路
欧洲E47公路穿过以下主要城市：

- 德国：吕贝克 - （渡轮）
- 丹麦：（渡轮）-  勒兹比 - 法岛 - 沃尔丁堡 - 克厄 - 哥本哈根 - 赫尔辛格 - （渡轮）
- 瑞典：（渡轮）- 赫尔辛堡